# Elymnias meridionalis
Elymnias meridionalis är en fjärilsart som beskrevs av Hans Fruhstorfer 1902. Elymnias meridionalis ingår i släktet Elymnias och familjen praktfjärilar. Inga underarter finns listade i Catalogue of Life.